# Calvin Smith
Calvin Smith, nascut el 8 de gener de 1961 a Bolton (Mississipi), és un atleta estatunidenc retirat. Va tenir el rècord del món dels 100 metres llisos, i va ser dues vegades campió del món dels 200 metres llisos.